# Manoscritti minuscoli del Nuovo Testamento

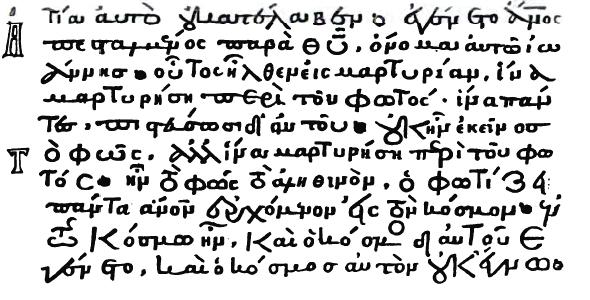
Codex Ebnerianus, Giovanni 1:5b-10

I manoscritti minuscoli del Nuovo Testamento sono una delle quattro categorie - insieme ai papiri, agli onciali e ai lezionari - in cui sono divisi i manoscritti del Nuovo Testamento in greco.
Sono datati a partire dal IX secolo, quando i caratteri onciali iniziarono ad essere sostituiti da quelli minuscoli, appunto, fino al XVI secolo. I manoscritti minuscoli del Nuovo Testamento sono indicati con delle sigle contenenti numeri arabi.

## Minuscoli codici greci del Nuovo Testamento

### Minuscoli 1-100
| Sigla | Secolo    | Contenuto                     | Collocazione                                                 | Città                 | Stato       |
| ----- | --------- | ----------------------------- | ------------------------------------------------------------ | --------------------- | ----------- |
| 1     | XII       | Vangeli, Atti, Paolo, Catt.   | Università di Basilea, A. N. IV. 2                           | Basilea               | Svizzera    |
| 2     | XI/XII    | Vangeli                       | Bibliothèque universitaire de Bâle-Ville, A. N. IV. 1        | Basilea               | Svizzera    |
| 3     | XII       | Vangeli, Atti, Catt., Paolo   | Biblioteca Nazionale Austriaca, Cod. Suppl. Gr. 52           | Vienna                | Austria     |
| 4     | XIII      | Vangeli, Atti, Paolo, Catt.   | Biblioteca nazionale di Francia, Gr. 84                      | Parigi                | Francia     |
| 5     | XIV       | Vangeli, Atti, Paolo          | Biblioteca nazionale di Francia, Gr. 106                     | Parigi                | Francia     |
| 6     | XIII      | Vangeli, Atti, Paolo, Catt.   | Biblioteca nazionale di Francia, Gr. 112                     | Parigi                | Francia     |
| 7     | XII       | Vangeli                       | Biblioteca nazionale di Francia, Gr. 112                     | Parigi                | Francia     |
| 8     | XI        | Vangeli                       | Biblioteca nazionale di Francia, Gr. 49                      | Parigi                | Francia     |
| 9     | 1167      | Vangeli                       | Biblioteca nazionale di Francia, Gr. 83                      | Parigi                | Francia     |
| 9abs  | XV        | Vangelo secondo Matteo (gr-l) | Biblioteca Bodleiana, Lyell 95                               | Oxford                | Regno Unito |
| 10    | XIII      | Vangeli                       | Biblioteca nazionale di Francia, Gr. 91                      | Parigi                | Francia     |
| 11    | XII       | Vangeli                       | Biblioteca nazionale di Francia, Gr. 121.122                 | Parigi                | Francia     |
| 12    | XIV       | Vangeli                       | Biblioteca nazionale di Francia, Gr. 230                     | Parigi                | Francia     |
| 13    | XIII      | Vangeli                       | Biblioteca nazionale di Francia, Gr. 50                      | Parigi                | Francia     |
| 14    | 964       | Vangeli                       | Biblioteca nazionale di Francia, Gr. 70                      | Parigi                | Francia     |
| 15    | XII       | Vangeli                       | Biblioteca nazionale di Francia, Gr. 64                      | Parigi                | Francia     |
| 16    | XIV       | Vangeli                       | Biblioteca nazionale di Francia, Gr. 54                      | Parigi                | Francia     |
| 17    | XV        | Vangeli                       | Biblioteca nazionale di Francia, Gr. 55                      | Parigi                | Francia     |
| 18    | 1364      | Nuovo Testamento              | Biblioteca nazionale di Francia, Gr. 47                      | Parigi                | Francia     |
| 19    | XII       | Vangeli                       | Biblioteca nazionale di Francia, Gr. 189                     | Parigi                | Francia     |
| 20    | XI        | Vangeli                       | Biblioteca nazionale di Francia, Gr. 188                     | Parigi                | Francia     |
| 21    | XII       | Vangeli                       | Biblioteca nazionale di Francia, Gr. 68                      | Parigi                | Francia     |
| 22    | XII       | Vangeli                       | Biblioteca nazionale di Francia, Gr. 72                      | Parigi                | Francia     |
| 23    | XI        | Vangeli †                     | Biblioteca nazionale di Francia, Gr. 77                      | Parigi                | Francia     |
| 24    | X         | Vangeli †                     | Biblioteca nazionale di Francia, Gr. 178                     | Parigi                | Francia     |
| 25    | XI        | Vangeli †                     | Biblioteca nazionale di Francia, Gr. 191                     | Parigi                | Francia     |
| 26    | XI        | Vangeli                       | Biblioteca nazionale di Francia, Gr. 78                      | Parigi                | Francia     |
| 27    | X         | Vangeli                       | Biblioteca nazionale di Francia, Gr. 115                     | Parigi                | Francia     |
| 28    | XI        | Vangeli                       | Biblioteca nazionale di Francia, Gr. 379                     | Parigi                | Francia     |
| 29    | X         | Vangeli                       | Biblioteca nazionale di Francia, Gr. 89                      | Parigi                | Francia     |
| 30    | XV        | Vangeli                       | Biblioteca nazionale di Francia, Gr. 100                     | Parigi                | Francia     |
| 30abs | XV        | Vangeli                       | Cambridge University Library, Kk. 5.35                       | Cambridge             | Regno Unito |
| 31    | XIII      | Vangeli                       | Biblioteca nazionale di Francia, Gr. 94                      | Parigi                | Francia     |
| 32    | XII       | Vangeli                       | Biblioteca nazionale di Francia, Gr. 116                     | Parigi                | Francia     |
| 33    | IX        | Vangeli, Atti, Paolo, Catt.   | Biblioteca nazionale di Francia, Gr. 14                      | Parigi                | Francia     |
| 34    | X         | Vangeli                       | Biblioteca nazionale di Francia, Coislin Gr. 195             | Parigi                | Francia     |
| 35    | XI        | Nuovo Testamento              | Biblioteca nazionale di Francia, Coislin Gr. 199             | Parigi                | Francia     |
| 36    | XII       | Vangeli                       | Biblioteca nazionale di Francia, Coislin Gr. 20              | Parigi                | Francia     |
| 37    | XI        | Vangeli                       | Biblioteca nazionale di Francia, Coislin Gr. 21              | Parigi                | Francia     |
| 38    | XII       | Vangeli, Atti, Paolo          | Biblioteca nazionale di Francia, Coislin Gr. 200             | Parigi                | Francia     |
| 39    | XI        | Vangeli                       | Biblioteca nazionale di Francia, Coislin Gr. 23              | Parigi                | Francia     |
| 40    | XI        | Vangeli                       | Biblioteca nazionale di Francia, Coislin Gr. 22              | Parigi                | Francia     |
| 41    | XI        | Vangeli                       | Biblioteca nazionale di Francia, Coislin Gr. 24              | Parigi                | Francia     |
| 42    | XI        | Atti, Paolo, Apocalisse       | Stadtarchiv Frankfurt (Oder), Ms 17                          | Francoforte sull'Oder | Germania    |
| 43    | XI        | Vangeli, Atti, Paolo          | Bibliothèque de l'Arsenal, 8409.8410                         | Parigi                | Francia     |
| 44    | XII       | Vangeli                       | British Library, Add. 4949                                   | Londra                | Regno Unito |
| 45    | XIII      | Vangeli †                     | Biblioteca Bodleiana, Barocci 31                             | Oxford                | Regno Unito |
| 46    | c. 1300   | Vangeli                       | Biblioteca Bodleiana, Barocci 29                             | Oxford                | Regno Unito |
| 47    | XV        | Vangeli                       | Biblioteca Bodleiana, Auct. D. 5. 2                          | Oxford                | Regno Unito |
| 48    | XII       | Vangeli                       | Biblioteca Bodleiana, Auct. D. 2. 17                         | Oxford                | Regno Unito |
| 49    | XII       | Vangeli                       | Biblioteca Bodleiana, Roe 1                                  | Oxford                | Regno Unito |
| 50    | XI        | Vangeli                       | Biblioteca Bodleiana, Laud. Gr. 33                           | Oxford                | Regno Unito |
| 51    | XIII      | Vangeli, Atti, Paolo          | Biblioteca Bodleiana, Laud. Gr. 31                           | Oxford                | Regno Unito |
| 52    | 1285/1286 | Vangeli                       | Biblioteca Bodleiana, Laud. Gr. 3                            | Oxford                | Regno Unito |
| 53    | XIII/XIV  | Vangeli                       | Biblioteca Bodleiana, Selden Supra 28                        | Oxford                | Regno Unito |
| 54    | 1337/1338 | Vangeli                       | Biblioteca Bodleiana, Selden Supra 29                        | Oxford                | Regno Unito |
| 55    | XIV       | Vangeli                       | Biblioteca Bodleiana, Selden Supra 6                         | Oxford                | Regno Unito |
| 56    | XV        | Vangeli                       | Lincoln College, Gr. 18                                      | Oxford                | Regno Unito |
| 57    | XII       | Vangeli, Atti, Paolo          | Magdalen College, Gr. 9                                      | Oxford                | Regno Unito |
| 58    | XV        | Vangeli                       | New College, 658                                             | Oxford                | Regno Unito |
| 59    | XIII      | Vangeli                       | Gonville and Caius College, Ms 403/412                       | Cambridge             | Regno Unito |
| 60    | 1297      | Vangeli                       | Università di Cambridge, Dd. 9.69, fol. 4-294                | Cambridge             | Regno Unito |
| 61    | c. 1500   | Nuovo Testamento              | Trinity College, A 4,21                                      | Dublino               | Irlanda     |
| 62    | XIV       | Atti, Paolo †                 | Biblioteca nazionale di Francia, Gr. 60                      | Parigi                | Francia     |
| 63    | X         | Vangeli                       | Trinity College, A 1. 8                                      | Dublino               | Irlanda     |
| 64    | XII       | Vangeli                       | Marchese di Bute, Ms. 82 G. 18/19                            | Isola di Bute         | Regno Unito |
| 65    | XI        | Vangeli                       | British Library, Harley 5776                                 | Londra                | Regno Unito |
| 66    | XIV       | Vangeli                       | Trinity College, O. VIII 3                                   | Cambridge             | Regno Unito |
| 67    | X         | Vangeli                       | Biblioteca Bodleiana, Auct. E. 5. 11                         | Oxford                | Regno Unito |
| 68    | XI        | Vangeli                       | Lincoln College, Gr. 17                                      | Oxford                | Regno Unito |
| 69    | XV        | Nuovo Testamento              | Town Mus., Cod. 6 D 32/1                                     | Leicester             | Regno Unito |
| 70    | XV        | Vangeli                       | Cambridge University Library L1.2.13                         | Cambridge             | Regno Unito |
| 71    | 1160      | Vangeli                       | Lambeth Palace, 528                                          | Londra                | Regno Unito |
| 72    | XI        | Vangeli                       | British Library, Harley 5647                                 | Londra                | Regno Unito |
| 73    | XII       | Vangeli                       | Christ Church College, Wake 26                               | Oxford                | Regno Unito |
| 74    | 1291/1292 | Vangeli                       | Christ Church College, Wake 20                               | Oxford                | Regno Unito |
| 75    | XI        | Vangeli                       | Bibliotheque Publique et Universitaire, Gr. 19               | Ginevra               | Svizzera    |
| 76    | XII       | Vangeli, Atti, Paolo          | Biblioteca Nazionale Austriaca, Theol. Gr. 300               | Vienna                | Austria     |
| 77    | XI        | Vangeli                       | Biblioteca Nazionale Austriaca, Theol. Gr. 154               | Vienna                | Austria     |
| 78    | XII       | Vangeli                       | Università Loránd Eötvös, Cod. Graec. 1                      | Budapest              | Ungheria    |
| 79    | XV        | Vangeli                       | Università di Leida, B. P. Gr. 74                            | Leida                 | Paesi Bassi |
| 80    | XII       | Vangeli                       | Biblioteca nazionale di Francia, Smith-Lesouëf 5             | Parigi                | Francia     |
| 81    | 1044      | Atti, Paolo                   | British Library, Add. 20003                                  | Londra                | Regno Unito |
| 82    | X         | Atti, Paolo, Apocalisse       | Biblioteca nazionale di Francia, Gr. 237                     | Parigi                | Francia     |
| 83    | XI        | Vangeli                       | Bayerische Staatsbibliothek, Gr. 518                         | Monaco di Baviera     | Germania    |
| 84    | XII       | Vangeli                       | Bayerische Staatsbibliothek, Gr. 568                         | Monaco di Baviera     | Germania    |
| 85    | XIII      | Vangeli                       | Bayerische Staatsbibliothek, Gr. 569                         | Monaco di Baviera     | Germania    |
| 86    | XI/XII    | Vangeli                       | Slovak Academy of Sciences, 394 kt                           | Bratislava            | Slovacchia  |
| 87    | XI        | Vangeli                       | Cusanusstift, Bd. 18                                         | Bernkastel-Kues       | Germania    |
| 88    | XII       | Atti, Paolo, Apocalisse       | Biblioteca nazionale di Napoli, Ms. II. A. 7                 | Napoli                | Italia      |
| 89    | 1289-1290 | Vangeli                       | Università Georg-August di Gottinga, Cod. Ms. theol. 28 Cim. | Gottinga              | Germania    |
| 90    | XVI       | NT (tranne Apocalisse)        | Universiteit van Amsterdam, Remonstr. 186                    | Amsterdam             | Paesi Bassi |
| 91    | XI        | Atti, Paolo, Apocalisse       | Biblioteca nazionale di Francia, Gr. 219                     | Parigi                | Francia     |
| 92    | X         | Vangeli                       | Università di Basilea, O. II. 27                             | Basilea               | Svizzera    |
| 93    | X         | Atti, Paolo, Apocalisse       | Biblioteca nazionale di Francia, Coislin Gr. 205             | Parigi                | Francia     |
| 94    | XII/XIII  | Atti, Paolo, Apocalisse       | Biblioteca nazionale di Francia, Coislin Gr. 202,2           | Parigi                | Francia     |
| 95    | XII       | Vangeli                       | Lincoln College, Gr. 16                                      | Oxford                | Regno Unito |
| 96    | XV        | Vangelo secondo Giovanni      | Biblioteca Bodleiana, Auct. D. 5. 1                          | Oxford                | Regno Unito |
| 96abs | ca. 1500  | Vangelo secondo Giovanni      | Schloßbibl., Ie 14                                           | Křivoklát             | Cechia      |
| 97    | XII       | Atti, Lettere di Paolo        | Herzog August Bibliothek, Gud. Graec. 104.2                  | Wolfenbüttel          | Germania    |
| 98    | XI        | Vangeli                       | Biblioteca Bodleiana, E. D. Clarke 5                         | Oxford                | Regno Unito |
| 99    | XV/XVI    | Vangeli                       | Università di Lipsia, Cod. Gr. 8                             | Lipsia                | Germania    |
| 100   | X         | Vangeli                       | Università Loránd Eötvös, Cod. Gr. 1                         | Budapest              | Ungheria    |
| 101   | XI        | Atti, Paolo †                 | Saxon State Library, A. 104                                  | Dresda                | Germania    |
| 102   | 1444      | Atti, Paolo                   | State Historical Museum, V. 412, S. 5                        | Moscow                | Russia      |
| 103   | XII       | Atti, Paolo                   | State Historical Museum, V. 96, S. 347                       | Mosca                 | Russia      |
| 104   | 1087      | Atti, Paolo, Apocalisse       | British Library, Harley 5537                                 | Londra                | UK          |
| 105   | XII       | Vangeli, Atti, Paolo          | Bodleian Library, Auct. T. inf. 1.10                         | Oxford                | UK          |
| 106   | X         | Vangeli                       | Museum of Archeology, 170                                    | Kiev                  | Ucraina     |
| 107   | XIII      | Vangeli                       | Biblioteca Bodleiana, E. D. Clarke 6                         | Oxford                | UK          |
| 108   | XI        | Vangeli                       | Biblioteca Nazionale, Cod. Neapol. ex Vind. 3                | Napoli                | Italia      |
| 109   | 1326      | Vangeli                       | British Library, Addit. 5117                                 | Londra                | UK          |
| 110   | XII       | Atti, Paolo, Apocalisse       | British Library, Harley 5778                                 | Londra                | UK          |

## Galleria d'immagini

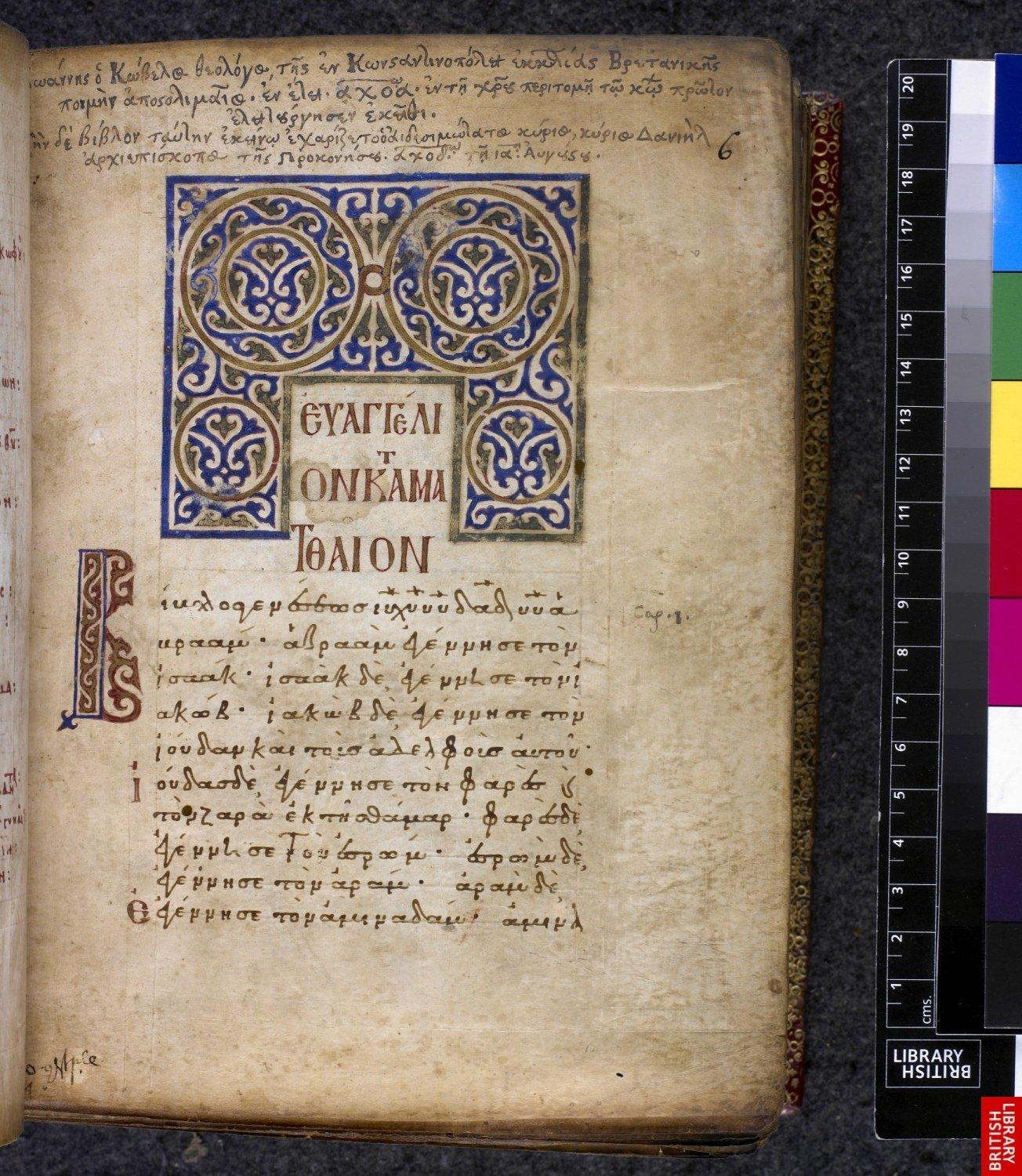
Minuscolo 65
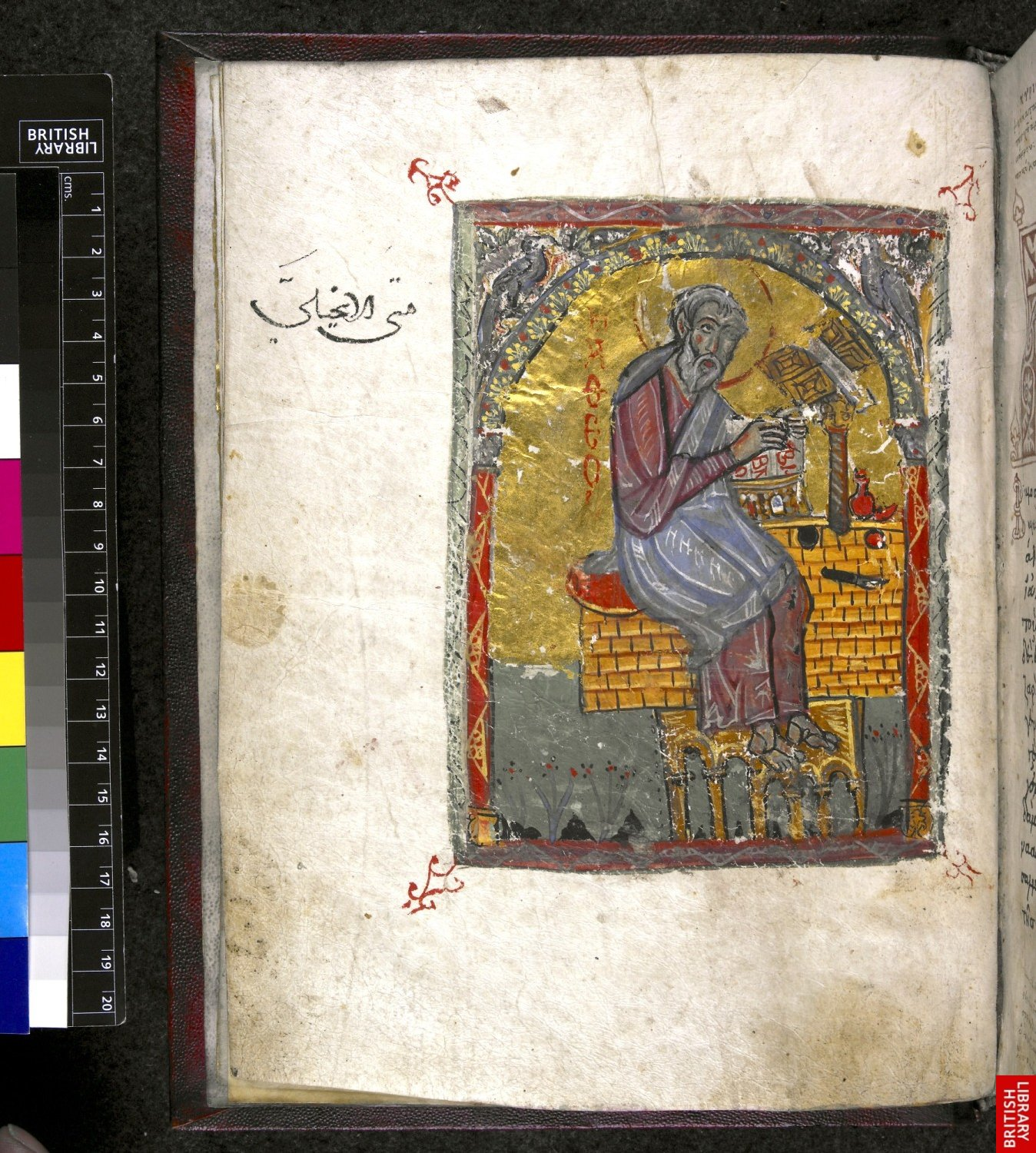
Minuscolo 72
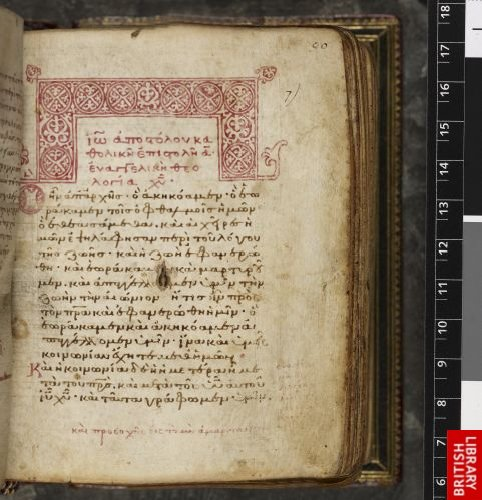
Minuscolo 104
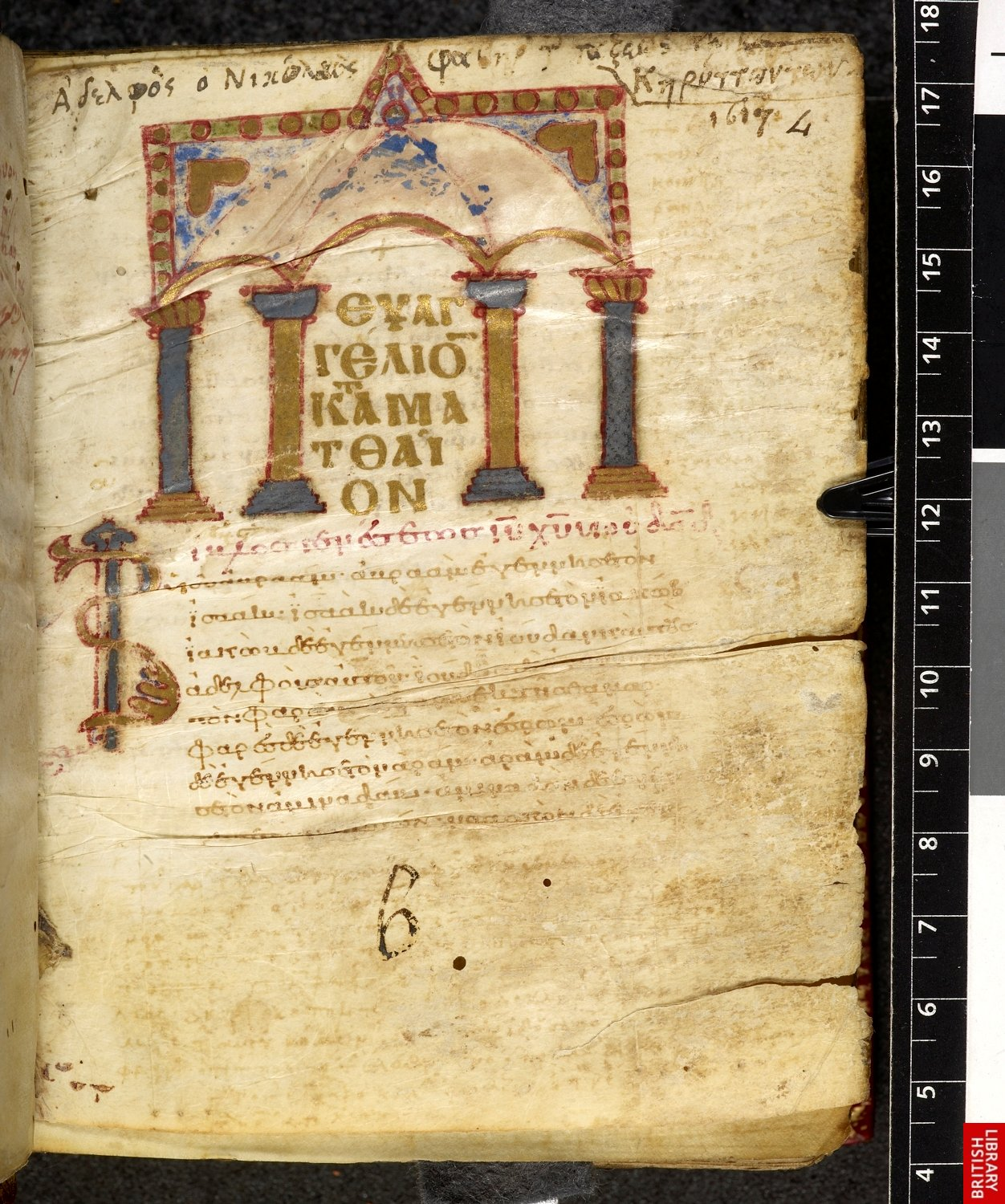
Minuscolo 114
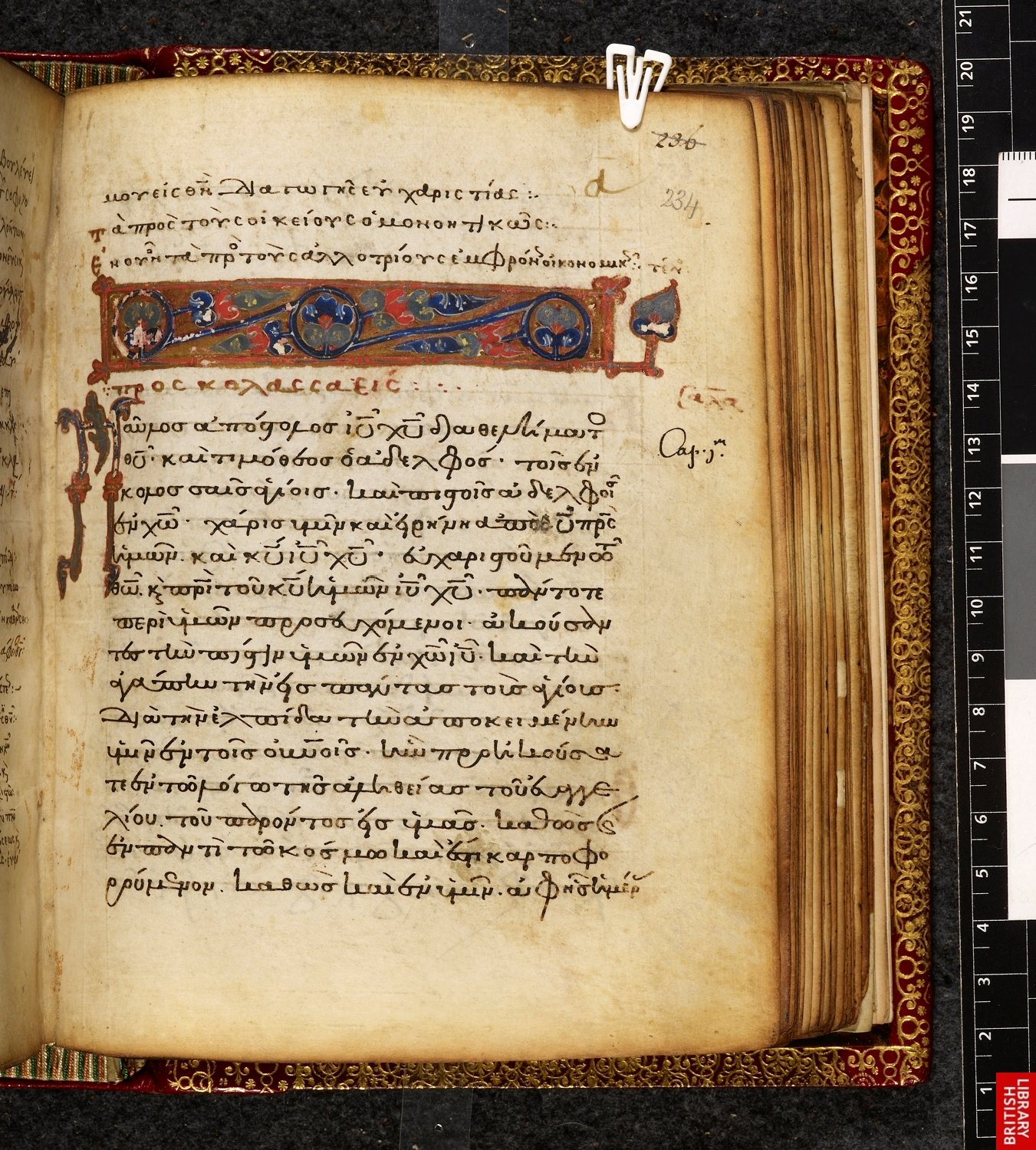
Minuscolo 321
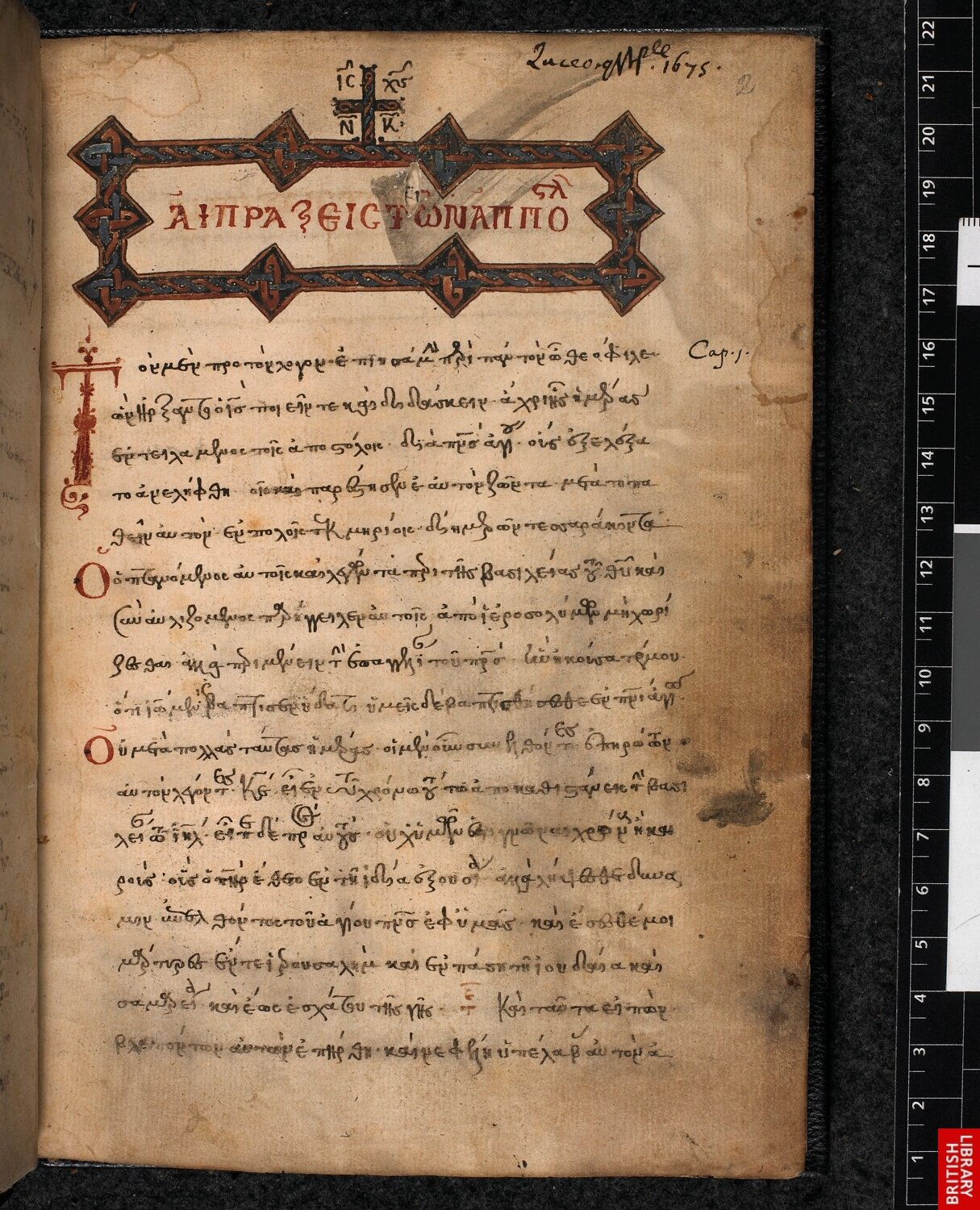
Minuscolo 322
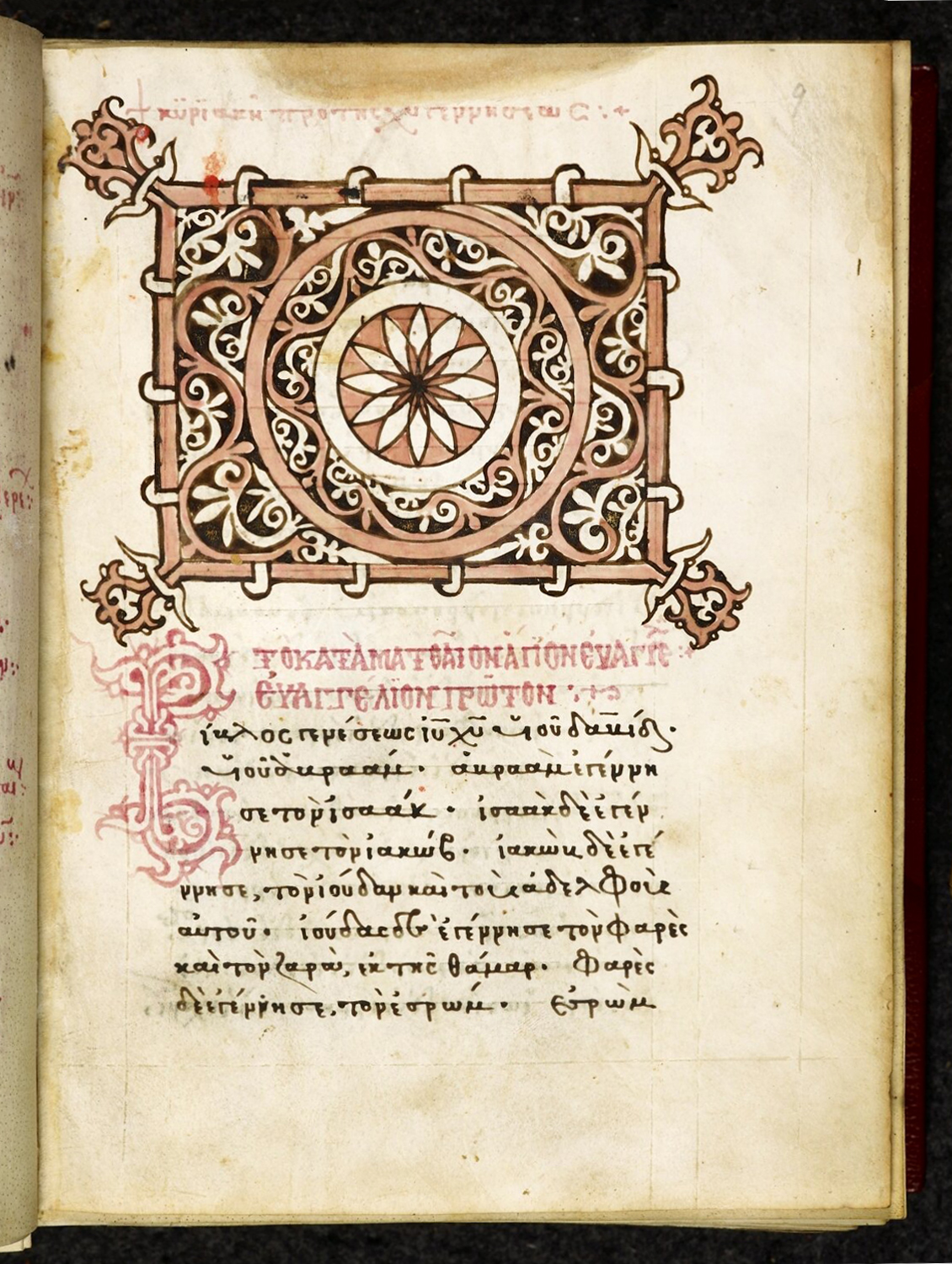
Minuscolo 447
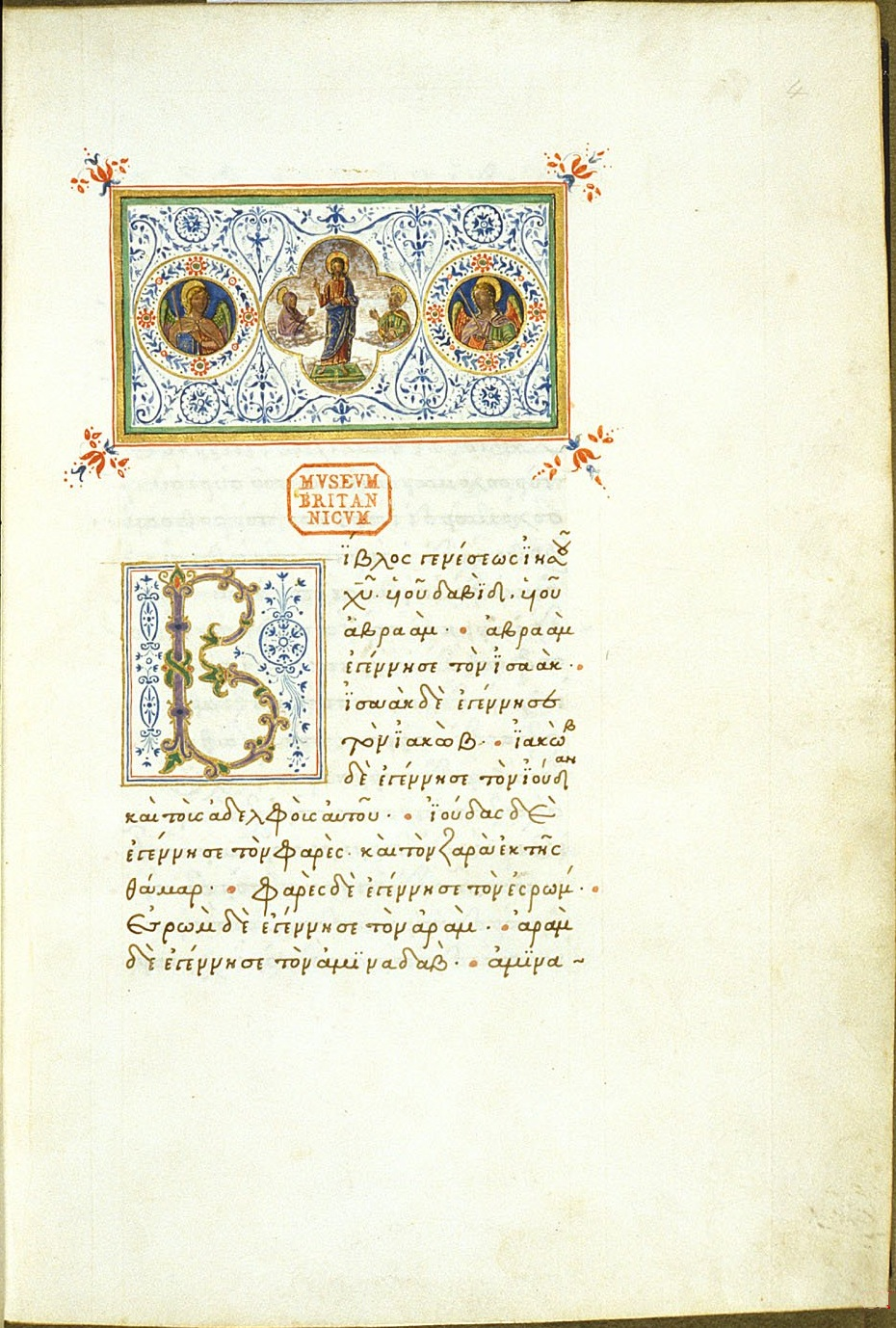
Minuscolo 448
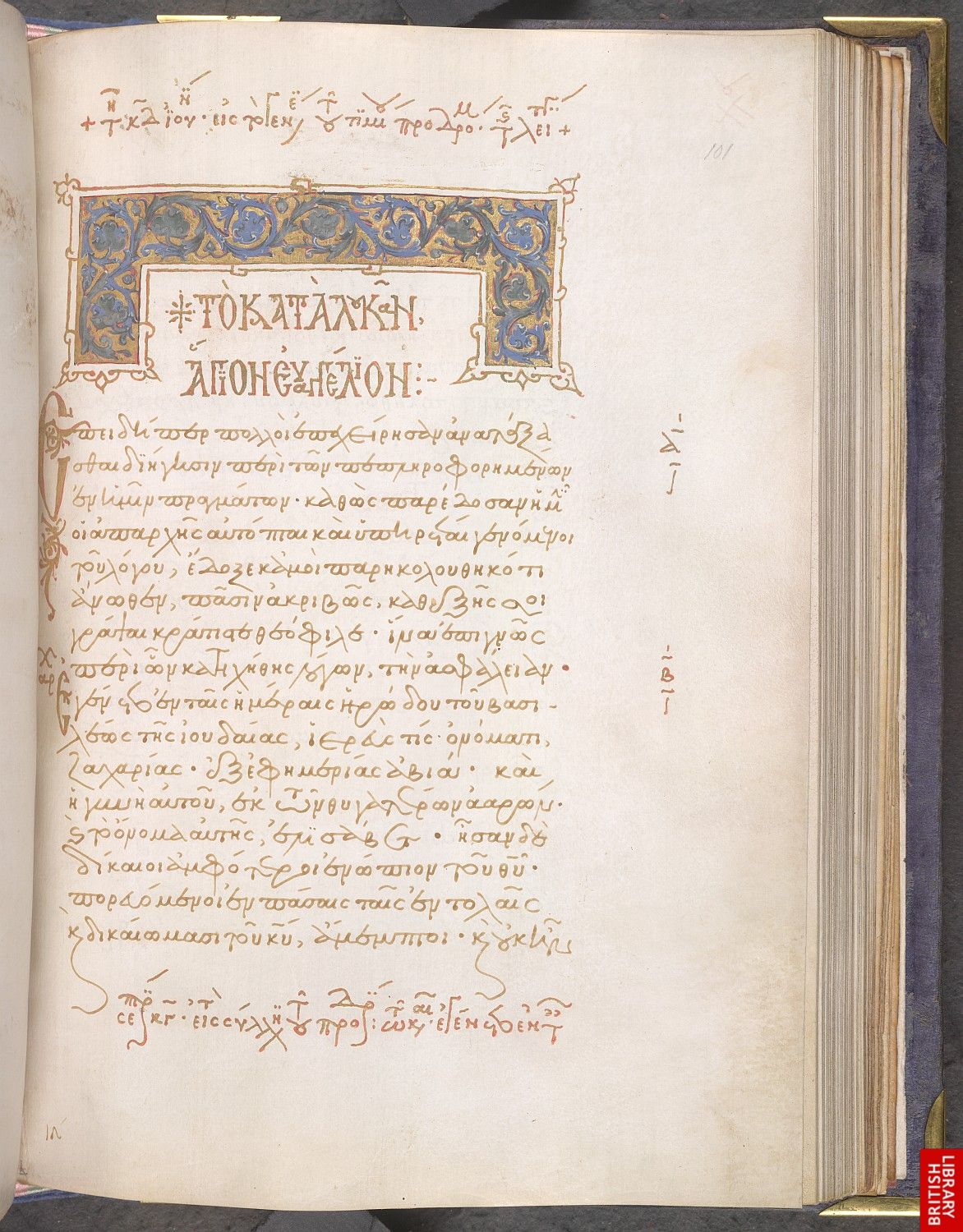
Minuscolo 480
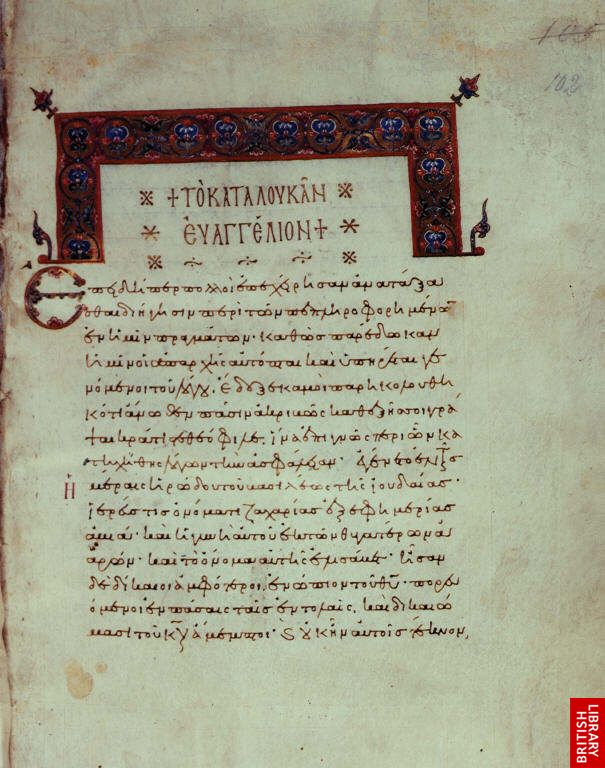
Minuscolo 481
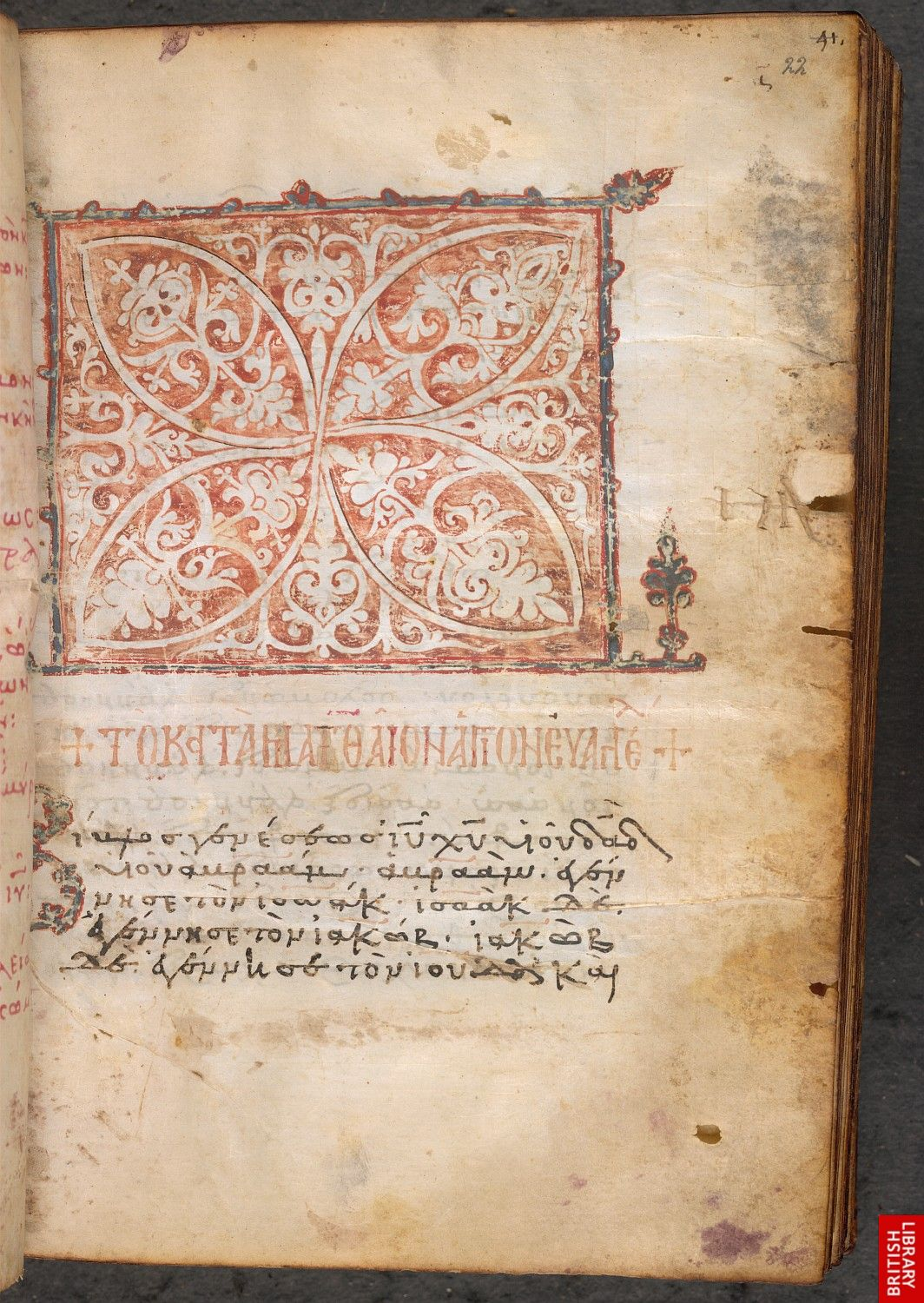
Minuscolo 485
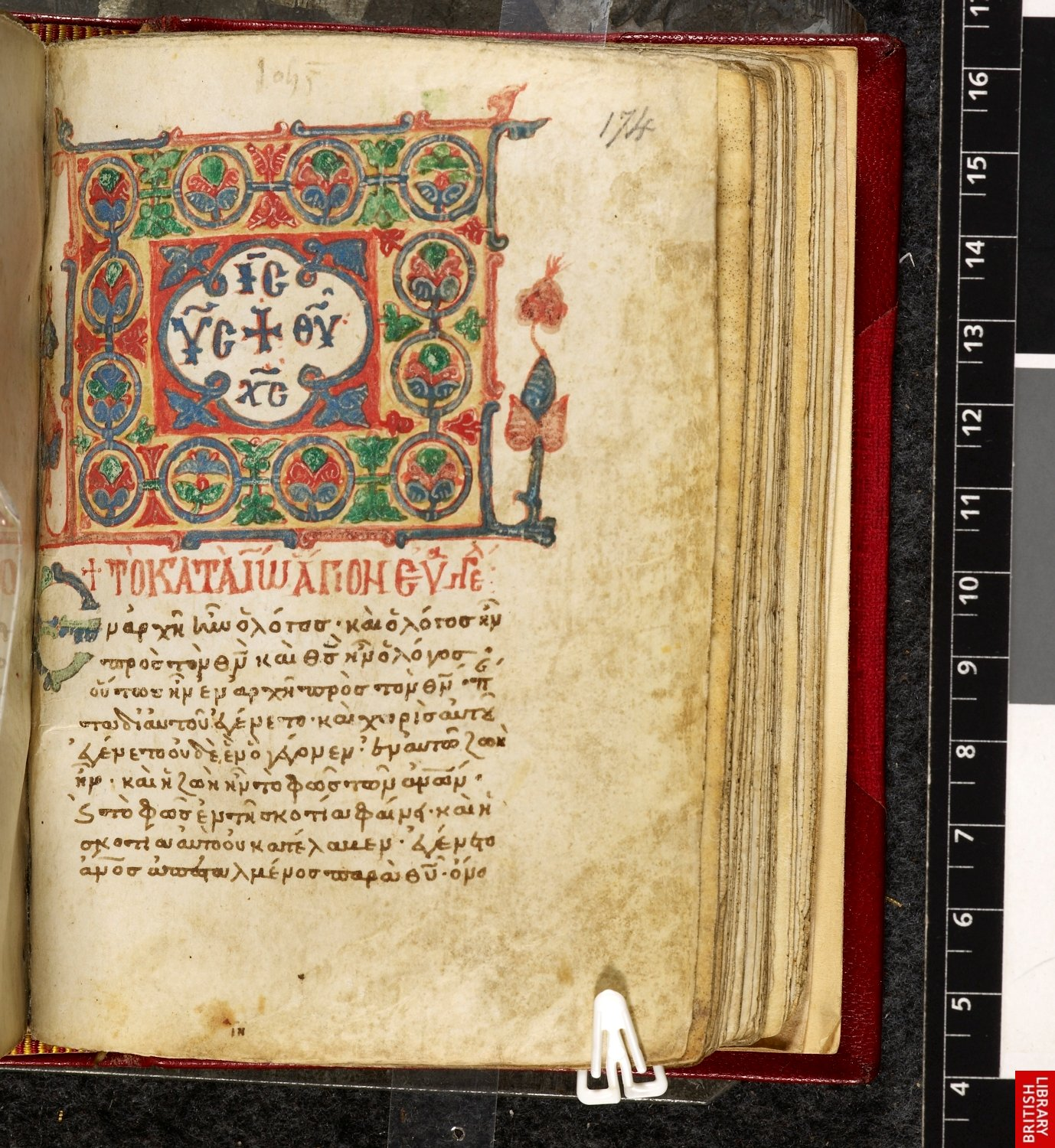
Minuscolo 505